# Романово (Рыльский район)
Рома́ново — деревня в Рыльском районе Курской области. Входит в состав Некрасовского сельсовета.

## География
Деревня находится в правобережье Сейма, в 108 км западнее Курска, в 6,5 км южнее районного центра — города Рыльск, в 4,5 км от центра сельсовета — Некрасово.
Климат
Романово, как и весь район, расположено в поясе умеренно континентального климата с тёплым летом и относительно тёплой зимой (Dfb в классификации Кёппена).

## Население
| 2002 | 2010 |
| ---- | ---- |
| 64   | ↘35  |

## Инфраструктура
Личное подсобное хозяйство. В деревне 56 домов.

## Транспорт
Романово находится в 2,5 км от автодороги регионального значения 38К-040 (Хомутовка — Рыльск — Глушково — Тёткино — граница с Украиной), в 5,5 км от автодороги 38К-030 (Рыльск — Коренево — Суджа), в 2 км от автодороги межмуниципального значения 38Н-693 (38К-040 — Артюшково с подъездом к с. Семеново), в 1 км от автодороги 38Н-696 (38К-040 — Тимохино), в 3,5 км от автодороги 38Н-566 (38К-030 — Малогнеушево — п. им. Куйбышева — Семеново с подъездом к Износково), в 4,5 км от ближайшей ж/д станции Сеймская (линия 16 км — Сеймская).
В 166 км от аэропорта имени В. Г. Шухова (недалеко от Белгорода).